# Opilio pakistanus
Opilio pakistanus is een hooiwagen uit de familie echte hooiwagens (Phalangiidae).